# Білу (організація)

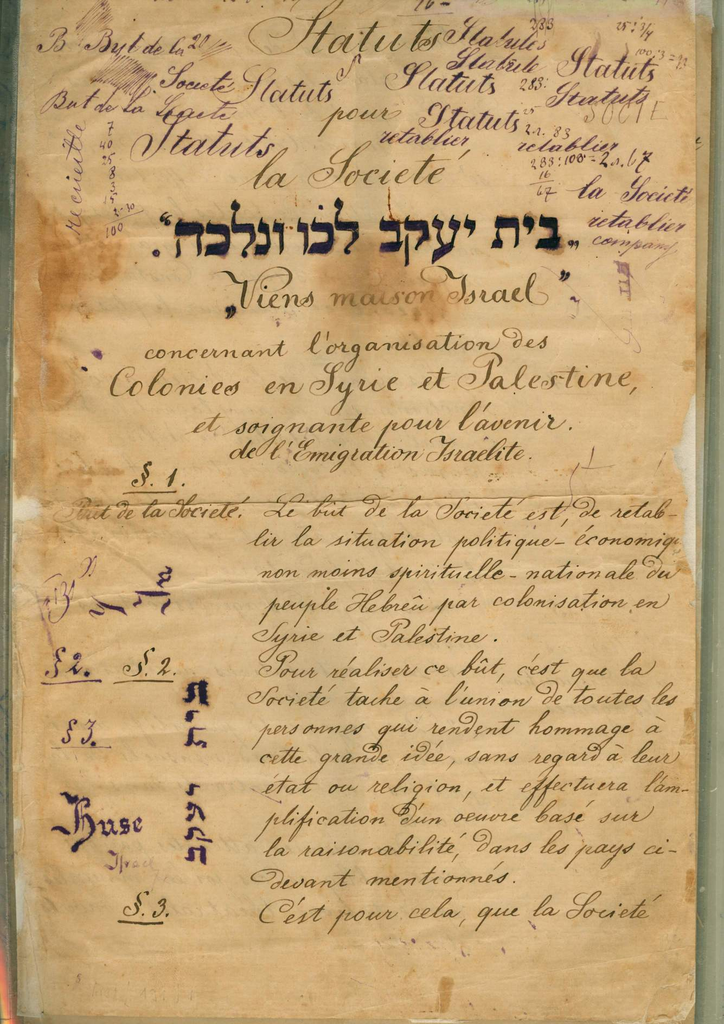
Білу грамота 1882 р.

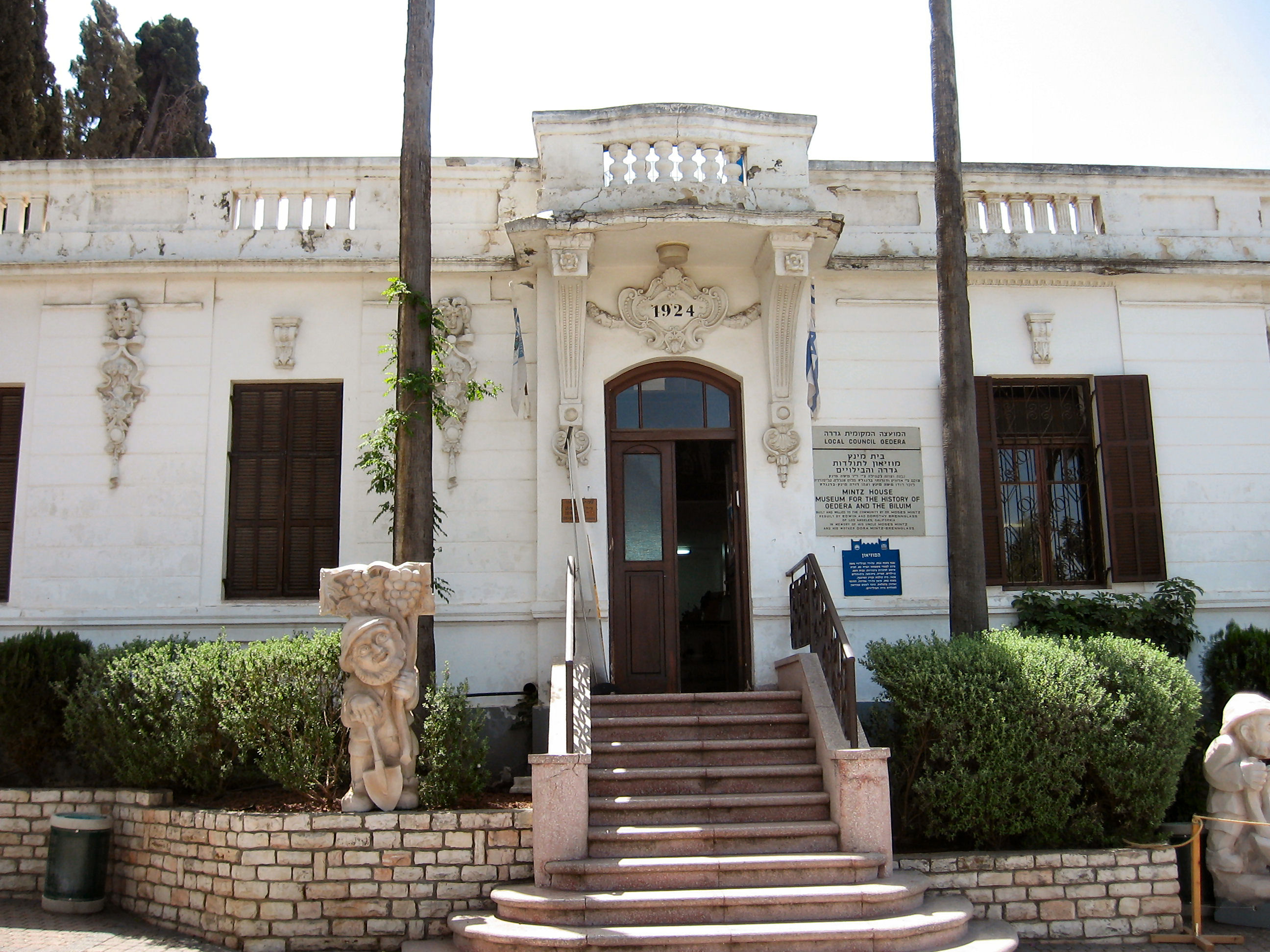
Музей Білу в Ґедері

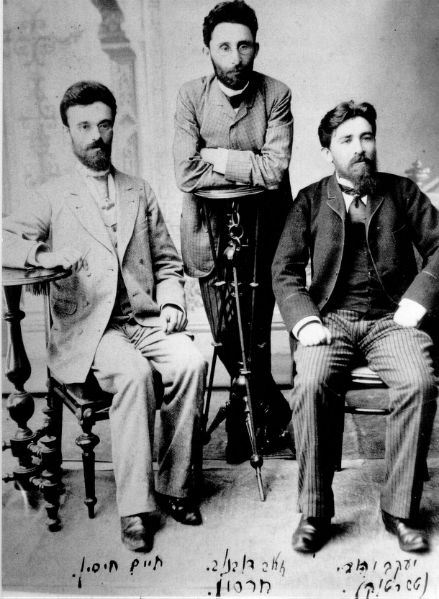
Члени Білу Зеєв Володимир Дубнов, Яків Шерток і Хаїм Кісін у Росії в 1890 році

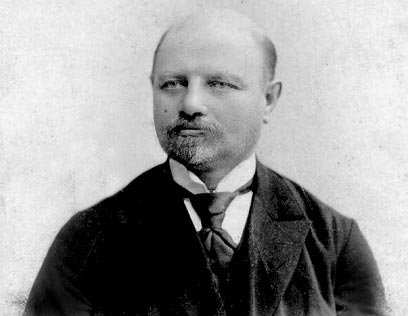
Ізраїль Белкінд (засновник руху).

Білу (на івриті: ביל"ו; також палестинські піонери) — єврейський рух кінця 19 століття, що живився переважно імміграцією російських євреїв, метою якого було сільськогосподарське заселення Землі Ізраїлю. Його члени були відомі як Білуїм, і рух прагнув надихнути євреїв мігрувати до Османської Палестини. Білуїм відкидав прогресивні ідеї, такі як емансипація та асиміляція, як життєздатні варіанти виживання євреїв. Рух зазнав краху через складні умови ведення сільського господарства в Палестині та брак фінансування для підтримки поселенців.

## Етимологія
Спочатку рух називався Давіо, абревіатура єврейських слів із Книги Виходу: «Скажи синам Ізраїлю, що вони підуть вперед». Назву руху пізніше змінив його засновник, Ізраїль Белкінд, на «Білу», що є абревіатурою на основі вірша з Книги Ісаї (2:5)בית יעקב" לכו ונלכה" Бейт Яков Лекху Венелха («Дім Якова, підемо [вгору]»).

## Історія

### Формування
Хвиля погромів у 1881—1884 роках, відома як «Південні бурі» разом з антисемітськими Травневими законами 1882 року російського царя Олександра III спонукала до масової еміграції євреїв з Російської імперії. Євреї в Росії спочатку сподівалися покинути смугу осілості (територія, на якій вони були обмежені владою), але їхні надії були розвіяні пропозицією російського уряду про те, щоб євреї повністю виселилися з Росії. Таким чином багато євреїв виїхало; багато вирушили до Північної Америки, а менша група вирушила до Палестини.
6 липня 1882 року перша група піонерів Білу емігрувала з Росії та прибула до Османської Палестини. Група складалася з чотирнадцяти студентів Харківського університету на чолі з Ізраїлем Белкіндом, який згодом став видатним письменником та істориком.

### Початкові виклики
Прихід білуських піонерів ознаменував початок Першої Алії. Вони намагалися використати фермерські товариства як спосіб зняти економічну та соціальну напругу євреїв із смуги осілості. Євреї не були землеробами в смузі осілості, тому вони бачили «повернення» до Палестини як повернення до своєї історичної практики землеробства. Станом на 1882 рік у русі Білу було 525 членів, усі з яких контролювалися Харківською групою або «Центральним бюро», яке контролювало справи всіх піонерів Білу, доки всіх членів не привезли до Яффи. Група мала на меті створити зразкове поселення для всіх євреїв. Харківська група намагалася купити достатньо землі у Туреччини, щоб усі члени могли заселити майбутню землю, що дало б можливість євреям володіти землею, яку вони сподівалися обробляти. Реагуючи на місцевий тиск, османська влада почала обмежувати купівлю євреями землі та імміграцію до імперії. Піонери Білу шукали схвалення Османської імперії на імміграцію до Палестини на підставі пошуку притулку від російського гніту, але керівництво Османської імперії відмовилося приймати більше біженців, щоб уникнути подальших політичних дискусій. Більшість білуїмів повернулися до Росії після того, як отримали звістку про те, що їх не чекають у Палестині. Однак чотирнадцять учасників руху продовжили шлях до Палестини без дозволу Османської імперії та прибули в липні 1882 року. Деякі члени Центрального бюро вирушили до Яффи, але незабаром після цього кошти закінчилися, і група не могла дозволити собі відправити за рештою членів, які чекали в Росії.

### Ситуація в Палестині
Більшу частину єврейського населення становили сефарди. Населення ашкеназі було набагато меншим і значно менш забезпеченим. Деякі євреї ненадовго зупинилися в єврейській сільськогосподарській школі в Мікве Ізраїль з надією розвинути свої сільськогосподарські здібності. Євреї не були хліборобами в Росії. Однак це перебування було перервано через ворожі зіткнення з православним Старим Ішувом із протилежними світоглядами. Тривала ворожнеча з боку ортодоксального єврейського населення вигнала російських іммігрантів з Мікве Ізраїль. Після від'їзду поселенці, які мали надію, приєдналися до Ховевей Ціон («Любителі Сіону»), яку неофіційно очолив Леон Пінскер. Члени допомогли заснувати Рішон-ле-Ціон («Перший до Сіону»), який був сільськогосподарським кооперативом. Однак прагнення євреїв до сільськогосподарських товариств не узгоджувалися з набором навичок, якими володіли багато іммігрантів, що змусило їх звернутися по допомогу до барона Едмонда Джеймса де Ротшильда та барона Моріса де Гірша. Раніше поселенці відмовлялися від допомоги, оскільки барони хотіли певного контролю над тим, як працюватимуть колонії, які вони фінансуватимуть. Після того, як Білуїм визнав, що потребує допомоги, Гірш і Ротшильд надали фінансування, яке призвело до створення місцевої виноробної промисловості в результаті більш успішної сільськогосподарської роботи. У 1886 році почалося будівництво виноробного заводу в Рішон-ле-Ціоні, який став успішним підприємством з експорту вина.
Узимку 1884 року інша група піонерів Білу заснувала Ґедеру. Ґедера була заснована на ділянці землі, купленої в арабському селі Катра Єхіелем Мішелем Пайнсом із Ховевей Сіону за підтримки французького консула в Яффи.

## Цілі для руху
Ідеологія руху Білу складалася з шести статей:
1. Повернення народу Ізраїлю на свою історичну землю
2. Відмова від будь-якої дискусії про національне духовне відродження на користь єврейських поселень у Палестині як початку національного відродження
3. Відмова від емансипації європейських євреїв та інших прогресивних ідей як гарантії виживання євреїв
4. Перевезення євреїв до Палестини для створення як фізичних колоній, так і духовних центрів
5. Визнання того, що територія є важливою частиною єврейського національного виживання
6. Утвердження суспільства як новаторського та авангардного

Рух намагався виховувати єврейську молодь, виходячи з уявлення про те, що євреї будуть чужинцями в будь-якій країні, крім Палестини, де вони повинні вважати себе корінними. Ідеальною аудиторією були молоді люди, оскільки вони, як правило, були міцними і, ймовірно, здатними до фізичної праці. Рух Білу прагнув поширити віру в те, що навіть якщо євреї відмовляться від своєї єврейської ідентичності, щоб її прийняли сусіди, вони ніколи не досягнуть справжнього визнання, і тому не повинні відмовлятися від своєї єврейської ідентичності. Одним із основоположних переконань руху Білу було переконання, що євреї повинні іммігрувати до Палестини. Проте багато білуїмів не були фінансово чи емоційно готові до еміграції з Європи. Головне керівництво руху зі штаб-квартирою в Харкові (на території сучасної України) дало зрозуміти багатьом білуїмам, що рух не може фінансувати масову еміграцію. Таким чином, якщо поселенцям буде важко, їм доведеться звернутися до зовнішніх джерел фінансової допомоги.
Білуїм був одним із небагатьох сіоністських рухів, який зосереджувався як на особистому, так і на національному відродженні. Вчений Барух Кіммерлінг стверджує, що група була більш мотивована релігійно, ніж політично, і що «новачкам бракувало послідовного ідеологічного бачення єврейської держави та будівництва нації». Проте «пізніша сіоністська історіографія» ретроспективно стверджує цю групу як прабатьків єврейського політичного суспільства в Палестині. Рух прагнув відродити євреїв як фермерів на додаток до своєї мети забезпечити виживання євреїв через сільськогосподарські поселення. Рух ґрунтувався на груповому етосі, а не на індивідуальних цілях, які спонукали інших піонерів до Османської Палестини.

### Методи
Рух Білу хотів, щоб молоді євреї іммігрували до Палестини для створення сільськогосподарських громад. Ідеалісти Білу бажали створити нову породу єврейських фермерів і повторно запровадили старі колоністські рішення для різних усталених націй. Рух перейняв майже весь «маскильний» дискурс, сподіваючись на культурне та духовне оновлення. Маскіліми були людьми, які вивчали єврейську літературу, але з більш світської точки зору, ніж релігійні єврейські вчення Талмуду. Ці люди часто були частиною руху Гаскала, також відомого як Єврейське Просвітництво. Займаючись масковим дискурсом, лідери Білу звернулися до своїх ідеалів як до більш традиційних, так і до прогресивних мислителів. Деякі вважають рух Білу піонерами трудового сіонізму.

## Згортання руху
З часом кількість білуських іммігрантів у Палестині почала зменшуватися. Нелегко було жити хліборобові в Палестині. Хоча сільське господарство було частиною суспільства, фермерські поселення, як правило, залежать від стихійних лих і вимагають певного фінансового забезпечення для успіху. Внаслідок важкого сільськогосподарського сезону, браку фінансових засобів і мінливості вина, придатного для продажу, російський Білуїм припинив своє існування. Подібним чином серед інших сект Білуїм, таких як активісти в Константинополі, фінансова стабільність виявилася проблемою для просування руху, і багато активістів емігрували до Палестини. Там вони працювали в сільському господарстві, як могли, але продовжували боротися. Деякі емігрували до Сполучених Штатів на фінансування директора ізраїльської Мікве. Вищезгадана Ґедера стала основним поселенням білу, і відома як така сьогодні.